# Aktivism

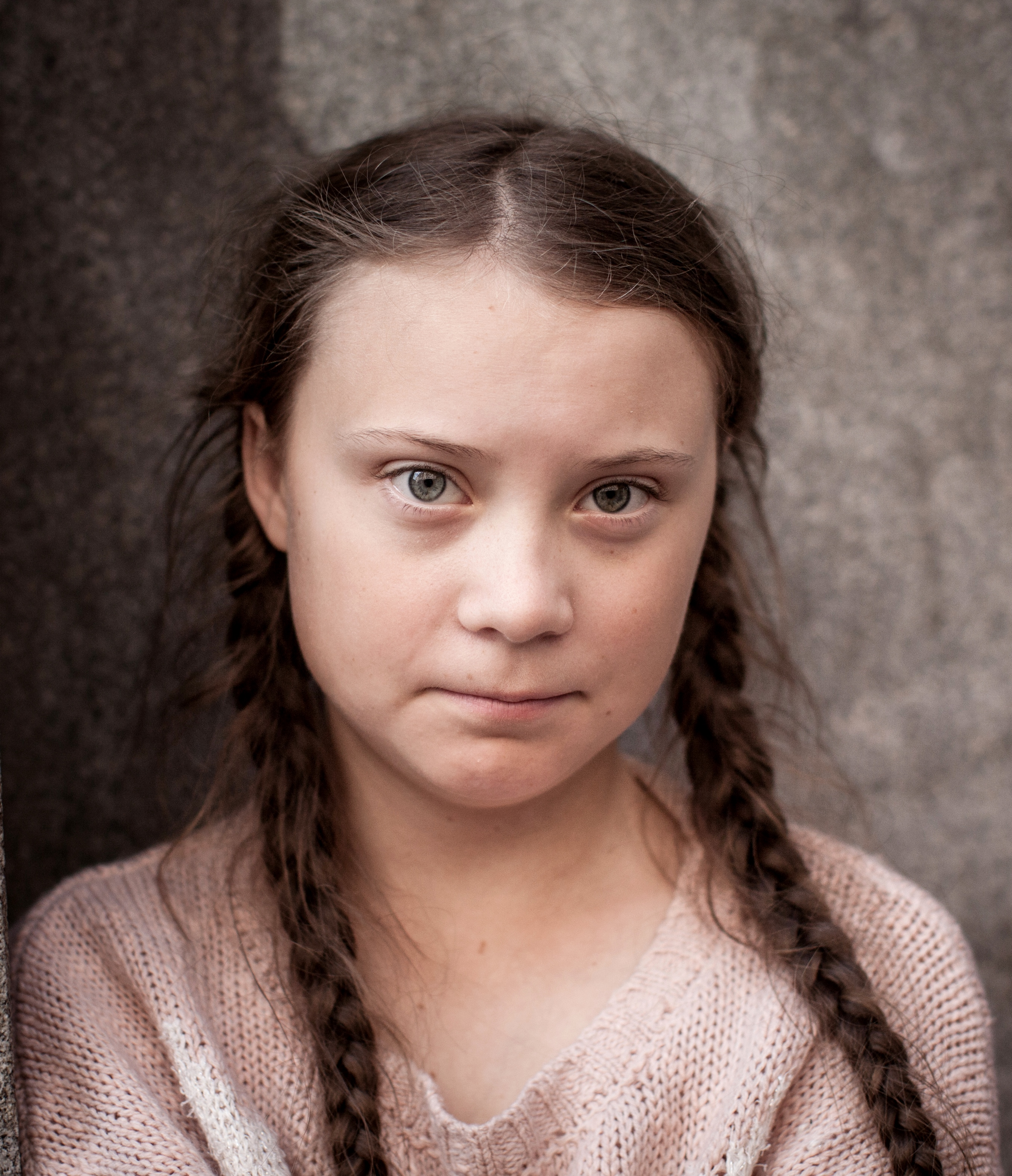
Svenska Greta Thunberg är en mycket uppmärksammad aktivist i klimatfrågan.

Aktivism är individers och gruppers praktiska och medvetna aktiviteter för att påverka, eller göra motstånd mot, förändring i samhället.
Individer och grupper som utövar aktivism tar till praktisk handling, särskilt i form av kampanjande, för att skapa politisk eller social förändring. Ofta handlar det om aktiviteter som föregår eller föregriper ett politiskt beslut. Aktivism är då en samlande benämning på alla former av medveten politisk aktivitet för att förändra upplevda missförhållanden i samhället eller påverka exempelvis politiska beslut eller ett företags agerande. Aktivism kan exempelvis syfta till att stödja en företeelse, protestera mot något, åstadkomma en förändring i fattade eller föreslagna beslut eller visa på konkreta alternativ.

## Tidigare betydelse
Tidigare hade aktivismen en delvis annan betydelse inom det politiska livet. Under vissa historiska perioder har de som förespråkat handling eller velat starta krig kallats aktivister, till skillnad från de mer passiva motståndarna till sådana förslag. Då handlade det om aktiviteter (så som ett krig) som följde efter det politiska beslutet. Under första världskriget kallades de som förespråkade Sveriges inträde i kriget på centralmakternas (Tysklands) sida för aktivister. Den passiva neutralitetslinjen gick dock segrande ur striden. Även i Polen och Finland användes termerna aktivism och aktivister på liknande sätt. 

## Uttrycksformer
Uttrycksformerna för aktivism varierar kraftigt: vissa former av aktivism är grundlagsskyddade medan andra är odemokratiska eller olagliga genom att t.ex. utföra sabotage, mordbrand, hot samt olaga intrång. Aktivismen kan genomföras inom  ett politiskt system eller som utomparlamentariska åtgärder. Ofta är aktivism förknippat med starka eller kontroversiella åsikter och kan i en extrem form utgöras av olika typer av hot och väpnad kamp.
Inom den kristna religionen har aktivism förknippats med termen "praktisk kristendom" (se även diakoni), alltså utåtriktat välgörenhetsarbete och föredömligt handlande (Frälsningsarmén, Stadsmissionen), till skillnad från högkyrkligt hävdande av teologiska dogmer.

### Exempel på former av aktivism
- affischering
- brevkampanjer
- civil olydnad
- demonstrationer, torgmöten
- dörrknackning
- ekonomisk aktivism (ex. bojkott, insamlingar, stödköp)
- konfliktåtgärder i arbetsmarknadskonflikt (ex. blockad, lockout, strejk)
- mediala utspel (ex. blogginlägg, debattartiklar, insändare, presskonferenser)
- namninsamlingar, protestlistor
- politiska kampanjer i sakfrågor eller för kandidater i val
- våldshandlingar (gerillakrigföring, hot, sabotage, terrorism)

De flesta av dessa former skrivs digitalt i dagens samhälle.